# Dieter Welsink

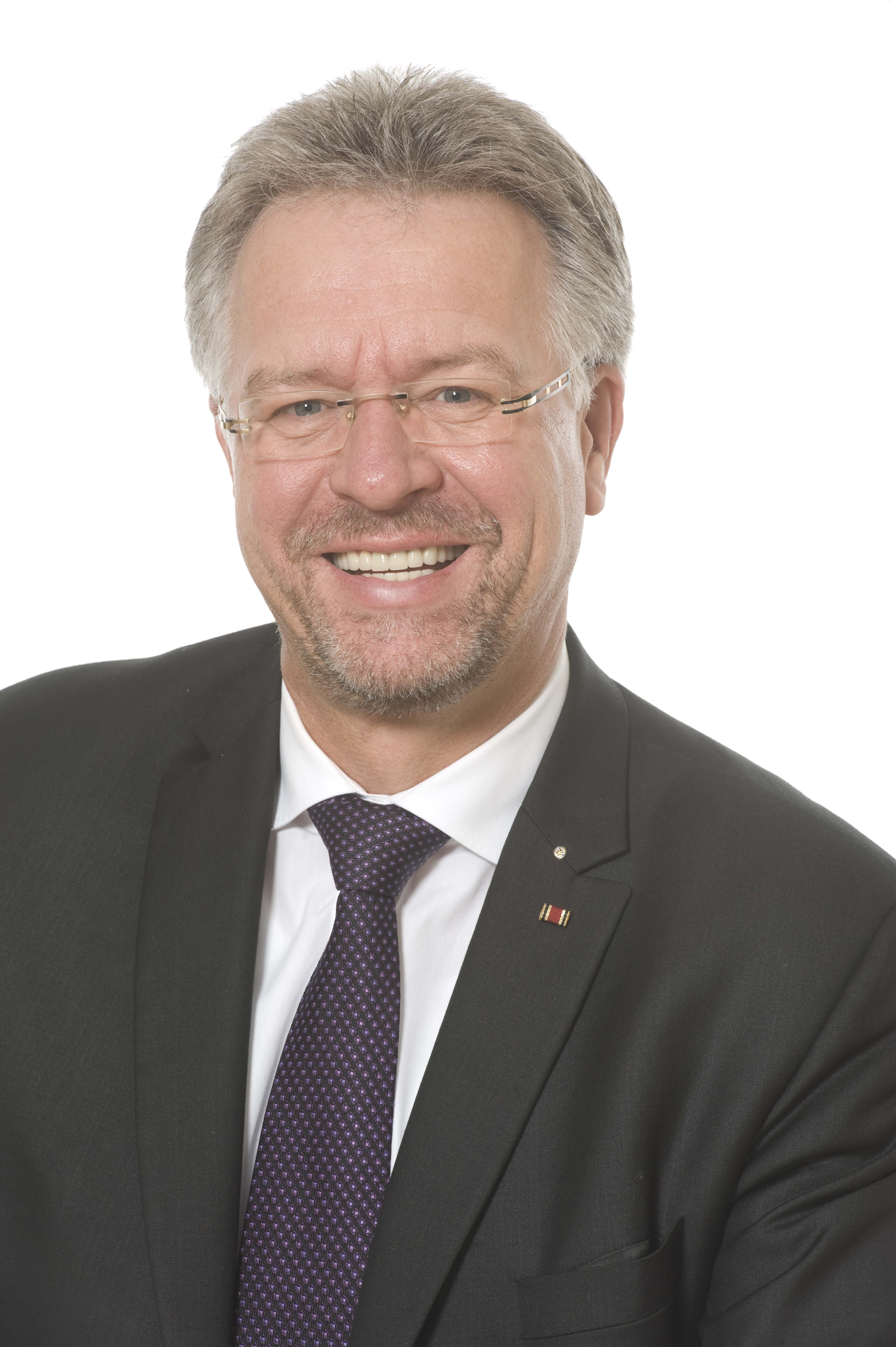
Dieter Welsink

Dieter Welsink (* 12. November 1957 in Marl) ist ein deutscher Kanute und Gesundheitsunternehmer. Gemeinsam mit Peter Czupryna wurde er im Zweier-Kanadier 1979 Weltmeister in Jonquière (Kanada).

## Werdegang
Erstmals in Kontakt mit dem Wassersport kam Welsink 1967, als er mit seiner Familie von Marl nach Dormagen gezogen war. Nachdem Welsink Schwimmen und Leichtathletik ausprobiert hatte, schloss er sich dem WSC Bayer Dormagen an. Fortan trainierte der damals 10-Jährige bei Zons auf dem Rhein und auf der Erft. Im Verein gehörte er schnell der Leistungssportgruppe an. 
In den Jahren 1977–1979 waren die Zeitsoldaten Welsink/Czupryna als Angehörige der Sportlehrkompanie Sonthofen zum Bundesleistungszentrum für Kanuslalom und Wildwasser nach Augsburg abkommandiert, wo sie auf dem Eiskanal, der ersten künstlichen Wildwasserstrecke, trainieren konnten. Die sportlichen Erfolge ließen nicht lange auf sich warten.
Das erste Mal nahmen Welsink/Czupryna im Jahr 1977 an einer Weltmeisterschaft teil. Den Höhepunkt ihrer sportlichen Karriere erreichte das Duo zwei Jahre später im Jahr 1979. In Jonquière (Kanada, Quebec) verwiesen die Dormagener Kanuten Pierre Calori/Jacques Calori und Wojciech Kudlik/Jerzy Jez auf die Plätze zwei und drei und errangen den Weltmeistertitel im Kanuslalom. Das Duo war das jüngste Weltmeister-Team aller Zeiten. 1981 verpassten Welsink/Czupryna den erneuten Sieg nur knapp und wurde Zweite bei der Kanuslalom-Weltmeisterschaft in Bala (Wales).
16 Mal konnte Welsink im Zweier-Kanadier die deutsche Meisterschaft gewinnen. Den zweiten Platz im Europapokal belegten die beiden in den Jahren 1978 und 1980. In den Jahren 1976–1982 waren Welsink/Czupryna zudem Mitglied der deutschen Nationalmannschaft. 
1982 wurde Dieter Welsink mit dem silbernen Lorbeerblatt ausgezeichnet. Im Jahr 2009 erhielt er das Bundesverdienstkreuz am Bande.

## Ausbildung und Beruf
Nach dem Abitur am Bettina-von-Arnim-Gymnasium in Dormagen studierte Welsink ab dem Jahr 1979 Sport an der Sporthochschule in Köln. Er spezialisierte sich auf den Bereich Rehabilitation und Behindertensport und schrieb seine Diplomarbeit über den Genesungsprozess des Handballnationaltorwarts Andreas „Hexer“ Thiel nach einer schweren Verletzung. In den Jahren 1983–1986 erhielt Welsink ein Stipendium der Stiftung Deutsche Sporthilfe und absolvierte eine Ausbildung zum Physiotherapeuten in der Universitätsklinik Düsseldorf.
1986 gründete Dieter Welsink seine erste Praxis für Physiotherapie in Dormagen und legte damit den Grundstein für die heutige medicoreha Welsink Unternehmensgruppe, zu der auch die medicoreha Dr. Welsink Akademie gehört.

## Politisch
Erste kommunalpolitische Erfahrungen sammelte Welsink 1996, nachdem er in den Vorstand des Sportbundes im Rhein-Kreis Neuss gewählt worden war. Den Kreissportbund führte er von 2002 bis 2009 als dessen Vorsitzender. Seit 2004 ist der ehemalige Kanuslalom-Weltmeister direkt gewählter Abgeordneter des Kreistages mit Wahlkreis in Neuss; seit 2009 führt er die CDU-Kreistagsfraktion als Vorsitzender. Seit 2014 sitzt Dieter Welsink im Rat der Stadt Neuss.
2009 wählte ihn der Kreistag des Rhein-Kreises Neuss zum Präsidenten des Kuratoriums der Sparkassenstiftung Sport des Rhein-Kreises Neuss. Hier setzt er sich für die Weiterentwicklung der Talentförderung für junge Sportler und Sportlerinnen mit nationalen und internationalen Karrieren in enger Zusammenarbeit mit dem Olympiastützpunkt Rheinland, der Stiftung Sport NRW und den regionalen Sportvereinen ein.
Neben dem Bereich Sport und Sportförderung ist die Gesundheitspolitik ein wichtiger Bestandteil seiner kommunalpolitischen Arbeit. Als Vorsitzender (seit 2007) des Gesundheitspolitischen Arbeitskreises der CDU im Rhein-Kreis Neuss ist es ihm wichtig, die Leistungsfähigkeit der regionalen Gesundheitsversorgung auszubauen. 2010 wurde Dieter Welsink in die Vollversammlung der IHK-Niederrhein kooptiert, er war von 2011 bis 2016 Mitglied der Vollversammlung. Seitdem ist er Vorsitzender des neu gegründeten Ausschusses Gesundheitswirtschaft der IHK-Niederrhein. Zudem ist Welsink Delegierter im Deutschen Industrie- und Handelskammertag (DIHK) und dort ebenfalls im Fachausschuss Gesundheitswirtschaft.
Bis 2001 wirkte er im Bundesvorstand mit, zuletzt als Bundesvorsitzender. Seit 2008 ist er Mitglied des Gesprächskreises Sport und Leistungssports der Bundes-CDU in Berlin und arbeitet am sportpolitischen Programm der CDU mit.